# Kadapa
Kadapa (Cuddapah nella vecchia grafia di epoca coloniale; telugu కడప) è una suddivisione dell'India, classificata come municipality, di 125.725 abitanti, capoluogo del distretto di Kadapa, nello stato federato dell'Andhra Pradesh. In base al numero di abitanti la città rientra nella classe I (da 100.000 persone in su).

## Geografia fisica
La città è situata a 14° 28' 0 N e 78° 49' 0 E e ha un'altitudine di 137 m s.l.m..

## Società

### Evoluzione demografica
Al censimento del 2001 la popolazione di Kadapa assommava a 125.725 persone, delle quali 63.165 maschi e 62.560 femmine. I bambini di età inferiore o uguale ai sei anni assommavano a 14.644, dei quali 7.475 maschi e 7.169 femmine. Infine, coloro che erano in grado di saper almeno leggere e scrivere erano 87.776, dei quali 48.004 maschi e 39.772 femmine.